# 2012年鐵路
此條目列出2012年發生有關鐵路運輸的事件。

## 事件

### 1月
- 1月5日：台北捷運新莊線輔大站至大橋頭站通車。
- 1月9日：瀋陽地鐵2號線通車。
- 1月14日：新加坡地鐵環線濱海灣延線通車，來往寶門廊至海灣舫[1]。

### 2月
- 2月21日：開羅地鐵3號線通車。
- 2月22日：2012年布宜諾斯艾利斯火車事故，九月十一日車站一列列車撞上止衝擋，造成51人死亡。

### 3月
- 3月3日：2012年什切科齊內火車相撞事故，波蘭兩列火車迎頭相撞，造成16人死亡。
- 3月17日：東日本旅客鐵道武藏野線加設吉川美南站[2]，八戶線廢除PlayPia白濱站[3]，東海旅客鐵道東海道本線加設相見站[4]，南阿蘇鐵道高森線加設南阿蘇白川水源站[5][6]。
- 3月25日：匹茲堡輕軌系統北岸連接延長線開放通車。

### 4月
- 4月1日：十和田觀光電鐵全線廢除[7][8][9][10]，長野電鐵屋代線全線廢除[11][12]，南海電氣鐵道南海本線加設和歌山大學前站（孝子站至紀之川站之間）[13]。
- 4月13日：大都會交通委員會（英语：Metropolitan Transportation Commission (San Francisco Bay Area)）給予舊金山下城延長線優先取得聯邦資助。此線將加州火車路線延長1.3英里（2.1），由現時總站第4街及國王街（鄰近AT&T球場）至舊金山下城的舊金山跨灣轉運站，並可用作加利福尼亞高速鐵路的總站[14]。延線預計在2019年開通。
- 4月23日：波士頓的通勤鐵路普羅維登斯／斯托頓線（英语：Providence/Stoughton Line）延長至威克福德交匯站（英语：Wickford Junction (MBTA station)）啟用。
- 4月28日：洛杉磯縣都會運輸局博覽線第一期開放啟用。此線由洛杉磯下城前往卡爾弗城。計劃下一期將延長至聖莫尼卡[15]。
- 4月28日：蘇州地鐵通車。

### 5月
- 5月27日：GoRail（英语：GoRail）在4年空隙後開始營運塔林至聖彼得堡的鐵路線[16]。

### 6月
- 6月13日：曼徹斯特輕鐵第一期通車[17]。
- 6月15日：薩克拉門托輕軌綠線（英语：Green Line (Sacramento RT)）第一期往河區的路段通車[18][19]。
- 6月27日：韓國鐵道公社嶺東線改線完成。
- 6月28日：昆明地鐵6號線啟用。
- 6月30日：韓國鐵道公社水仁線烏耳島站至松島站重開。

### 7月
- 7月1日：漢宜鐵路通車，天津地鐵2號線啟用。
- 7月1日：議政府輕電鐵通車，來往鉢谷站至塔石站。
- 7月28日：邁阿密地鐵機場連接線完工[20]。

### 8月
- 8月17日：伊斯坦堡地鐵4號線通車。
- 8月27日：卡加利輕鐵東北延長線完工。
- 8月31日：索菲亞地鐵2號線投入服務。

### 9月
- 9月16日：成都地鐵2號線通車。
- 9月19日：大邱都市鐵道2號線沙月站至嶺南大站通車。
- 9月22日：2001年啟用的波特蘭有軌電車系統開通第二條路線中央迴圈線（英语：Loop Service (Portland Streetcar)），服務中央東側[21]。
- 9月28日：重慶軌道交通6號線第一期完工通車，連接五里店站至康莊站[22]。
- 9月28日：台鐵增設北湖車站。
- 9月30日：台北捷運新莊線東門站啟用，淡水線自此不再與中和線直通運行。

### 10月
- 10月1日：天津地鐵3號線通車。
- 10月6日：韓國鐵道公社盆唐線往十里站至宣陵站通車。
- 10月8日：西雅圖的海灣通勤鐵路南線延長線往南塔科馬和萊克伍德部分啟用[23]。
- 10月15日：天津地鐵9號線天津站至十一經路站通車。
- 10月24日：福塔雷薩地鐵通車。
- 10月25日：基輔地鐵庫雷尼夫卡-紅軍線由展覽中心站延長一站至賽馬場站。
- 10月27日：首爾地鐵7號線溫水站至富平區廳站通車。
- 10月30日：墨西哥城地鐵12號線通車。

### 11月
- 11月24日：杭州地鐵3號線通車。
- 11月29日：哈羅鐵路通車。

### 12月
- 12月1日：哈大客運專線以冬季運營圖投入服務[24]。
- 12月1日：韓國鐵道公社盆唐線器興站至網浦站通車。
- 12月3日：達拉斯輕軌橘線（英语：Orange Line (Dallas Area Rapid Transit)）與達拉斯輕軌藍線（英语：Blue Line (Dallas Area Rapid Transit)）延長線同時開放[25]。
- 12月9日：倫敦地上鐵東倫敦線開設支線連接南倫敦線，完成倫敦環狀線。
- 12月10日：卡加利輕鐵西線開放，是該輕軌25年來第一條新線。
- 12月10日：猶他州交通局第一跑者（英语：FrontRunner）自鹽湖城南延。
- 12月13日：卡薩布蘭卡電車（英语：Casablanca tramway）通車。
- 12月15日：韓國鐵道公社龍山線加佐站至孔德站電氣化，恢復營運。
- 12月16日：曼徹斯特輕鐵延長[26]。
- 12月18日：巴黎地鐵12號線由小教堂門站延長至人民陣線站。
- 12月20日：重慶軌道交通1號線沙坪壩站至大學城站通車。
- 12月21日：富山地方鐵道本線加設新庄田中站[27][28]。
- 12月21日：尼日利亞鐵路公司重開拉各斯至卡諾的鐵路線，由中國土木工程建設公司和Costain西非重建[29][30]。
- 12月22日：奧拉涅斯塔德電車通車。
- 12月24日：杭州地鐵1號線通車。
- 12月24日：莫斯科地鐵莫斯科河畔線由赤卫队站延長至阿拉木圖站。
- 12月26日：京廣高速鐵路全線通車，完成北京至深圳全線高鐵[31][32]。
- 12月28日：武漢地鐵2號線金銀潭站至光谷廣場站通車。
- 12月28日：林口線客運列車停運，3天後貨物列車也停運。
- 12月28日：莫斯科地鐵阿爾巴特-波克羅夫卡線由米金諾站延長至皮亞尼察公路站，聖彼得堡地鐵伏龍芝－海濱線由沃爾科沃站延長至國際站。
- 12月30日：北京地鐵6號線草房站至海淀五路居站、8號線北土城站至鼓樓大街站、9號線北京西站至國家圖書館站、10號線西局站至巴溝站、勁松站至首經貿站通車，重慶軌道交通3號線魚洞站至二塘站通車。